# 葛西晴胤
葛西 晴胤（かさい はるたね）は、戦国時代の大名。葛西氏第15代当主。葛西晴重の子。子に葛西親信、葛西晴信。

## 略歴
陸奥国の戦国大名で葛西氏第14代当主・葛西晴重の子として誕生。
慣例により、室町幕府第12代将軍・足利義晴より偏諱の授与を受けて晴胤と名乗る（別名の高信（たかのぶ）はこの時までに名乗っていた諱と考えられる）。
伊達氏内部で天文の乱という内紛が起こると、晴胤は伊達晴宗に協力して、晴宗の実弟で葛西氏に養子として入っていた葛西晴清（葛西牛猿丸）を倒して伊達氏との同盟関係を強めた。また、葛西氏の居城を石巻城から寺池城に移し、葛西氏の戦国大名としての基礎を築き上げた。ただし、この時期の葛西氏の記録は家を2分する騒動を起こしていて非常に混乱しており、生没年を繰り下げるべきだとする説もある。